# يوم الاسم

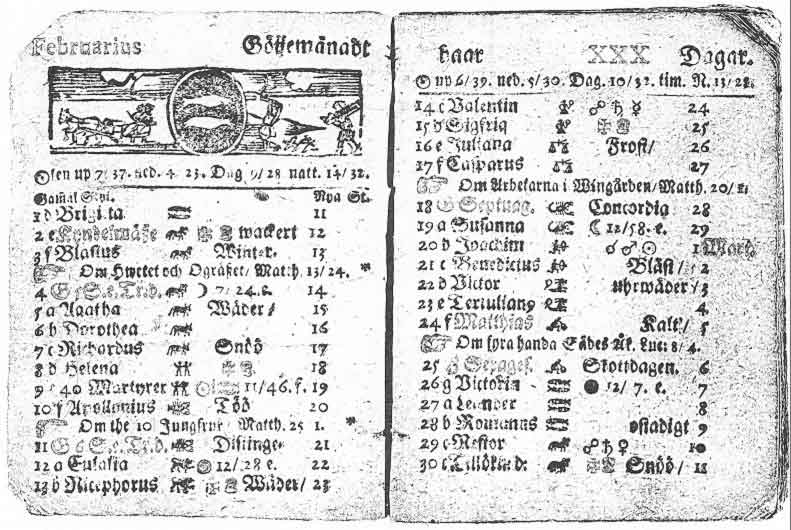

يوم الاسم هو تقليدٌ في بعض بلدان أوروبا وأمريكا، وفي بلدان الروم الكاثوليك والأرثوذكسية الشرقية عمومًا. حيث يكون الاحتفال بيومٍ من السنة مرتبطٍ بالاسم الشخصي، ويكون الاحتفال مشابهًا ليوم الميلاد.